# روبرت دفريوإكس (موظف مدني)
روبرت دفريوإكس (بالإنجليزية: Robert Devereux)‏ هو موظف مدني بريطاني، ولد في 15 يناير 1957.